# لی جینزی
لی جینزی (انگلیسی: Li Jinzi؛ زادهٔ ۴ مارس ۱۹۹۰) ورزشکار بوکس اهل چین است.
وی در مسابقات کشوری و بین‌المللی در مجموع برندهٔ ۳ مدال طلا، ۲ مدال نقره، ۱ مدال برنز شده‌است.